# 罗通山城
罗通山城位于柳河县城东北25公里的罗通山镇与圣水镇交界的罗通山顶部。山城构筑在罗通山中部海拔906米的主峰上。由相连的东西两城组成，周长约7.8千米。西城周长3 737米，平面呈不规则四边形。除西墙南段和南墙东段以悬崖绝壁为自然城垣之外，其余部分则随山势起伏以石块垒砌。东城构筑简单，城垣多以自然山脊为壁，只有低凹处垒砌短墙，形制不规则，周长3475米。筑城所用石材均系罗通山所产石灰岩，经人工修整成较规则的石条，城垣保存较好，除城门两侧外多为单面墙，砌筑方式为先将山脊略加平整，以块石或楔形石修砌墙体外侧石面，中间用不规则条形石、梭形石及碎石填压。表层石面平整，大小石材交互使用，层层压缝咬合，构筑严谨。2001年，公布为第五批全国重点文物保护单位。
出土的文物小件有铁器、陶器、瓷器、玉器、铜钱等。铁器中有链、矛、刀、铜钉、凿、甲片、锅、鼎等；陶器有壶、盆、罐、碗、颤等；玉器有环、珠；瓷器有瓶。通过出土遗物的分析，罗通山城的文物储量较大，时代跨度有青铜、高句丽、宋金等时期。结合高句丽山城的特点和以往的学术认识，从罗通山城的形制、城内布局、城墙结构、石材形状、垒砌方式、出土遗物等可以判断，罗通山城是始建于魏晋时期(即高句丽中期)、金代沿用的具有典型高句丽山城特点的军事重镇。